# Billy Martin (Schlagzeuger)

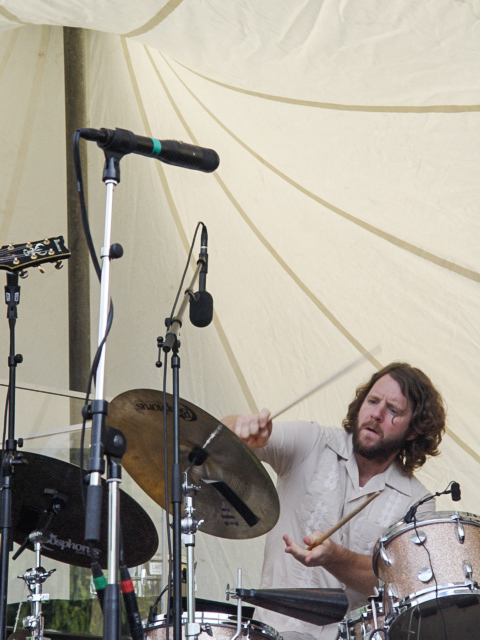
Billy Martin (Copenhagen Jazz Festival 2007)

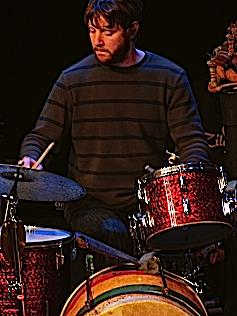
Billy Martin (2007)

Billy Martin (* 1962 in New York City, New York) ist ein US-amerikanischer Schlagzeuger und Percussionist des  Jazztrios Medeski, Martin & Wood.
Trotz einer Kindheit in musikalischem Hause (sein Vater ist ein klassischer Violinist) begann Martin erst im Alter von elf Jahren und nach einem Umzug nach New Jersey das Schlagzeugspiel.
1981 zog Martin zurück nach Manhattan und begann für unterschiedlichste Bands als Schlagzeuger zu arbeiten, insbesondere in der New Yorker Szene für brasilianische Musik. Zudem kollaborierte Martin mit Bands und Musikern (u. a. mit Bob Moses und mit John Luries „The Lounge Lizards“ und „National Orchestra“). Insbesondere die Zusammenarbeit mit Luries Bands prägte seinen Schlagzeugstil. Moses dagegen entwickelte sich für ihn zu einer Art Schlagzeug-Mentor, gemeinsam nahmen sie 1984 Moses’ Duett-Album „Drumming Birds“ auf. Bob Moses war es auch, der Billy Martin mit zwei weiteren Musikern bekannt machte, mit denen er zuvor durch Israel tourte: John Medeski und Chris Wood. 1991 gründeten die drei Musiker das Trio Medeski, Martin & Wood.
Für Martin als Solisten folgten Kollaborationen mit Musikern wie John Zorn, John Scofield oder auch Iggy Pop und DJ Logic.
Zusätzlich zu seiner Arbeit als Schlagzeuger betätigt sich Martin auch als Grafiker und Zeichner. Neben Malerei und Zeichnung widmet er sich beispielsweise der Illustration der Medeski, Martin & Wood-Alben.
2006 gründete der Musiker sein eigenes Label Indirecto, auf dem das Album „Out Louder“ von Medeski Scofield Martin & Wood erschien.

## Diskografische Hinweise
als Solist und Komponist
- Black Elk Speaks 2001 (Amulet)
- Solo Live Tonic 2002 (Amulet)
- Starlings 2006 (Tzadik)

mit Bob Moses
- Visit with the Great Spirit 1983 (Gramavision)
- Drummingbirds 1984 (Amulet)
- The Story of Moses 1987 (Gramavision)
- Time Stood Still 1993 (Gramavision)

mit Ned Rothenberg
- Overlays 1991 (Moers)
- Real and Imagined Time 1995 (Moers)

mit John Lurie and the Lounge Lizards
- Live in Berlin vol.1&2 (1991)
- Men With Sticks (1993)
- Get Shorty (Soundtrack; 1995)
- Fishing with John  (Soundtrack; 1998)
- African Swim/Manny and Low (Soundtrack, 1999)
- The Legendary Marvin Pontiac: Greatest Hits (1999)

mit Dave Burrell
- Consequences 2006 (Amulet)

mit Grant Calvin Weston
- Percussion Duets 1996 (Amulet)
- Houston Hall 2006 (Amulet)